# Josef von Smola (1805–1856)
Josef svobodný pán von Smola (16. listopadu 1805 Vídeň – 29. června 1856 Lyon) byl rakouský důstojník.

## Život
Jeho otcem byl Josef von Smola, důstojník a držitel rytířského kříže řádu Marie Terezie. Vystudoval Tereziánskou akademii ve Vídni a roku 1820 nastoupil k dělostřelectvu, stejně jako jeho otec. Dále však studoval a sice na vídeňském polytechnickém institutu. V roce 1831 byl povýšen na velitele baterie, v roce 1840 na kapitána a velitele roty a roce 1848 pak na majora. V roce 1849 byl povýšen do hodnosti plukovníka a nastoupil na generální ředitelství dělostřelectva, jako velitel okresu ve Vídni. Od roku 1851 působil jako ředitel dělostřelectva v Praze, 1852 ve Vídni a následně v Haliči. Poté byl povýšen na generálmajora a obdržel vlastní 8. polní dělostřelecký pluk. V roce 1855 se stal prezidentem dělostřeleckého výboru. V Lyonu zemřel na studijní cestě.